# Anochetus vallensis
Anochetus vallensis är en myrart som beskrevs av John E. Lattke 1987. Anochetus vallensis ingår i släktet Anochetus och familjen myror. Inga underarter finns listade i Catalogue of Life.